# Donat III Llop de Bigorra
Donat III Llop (spagnolo Donato Lope, francese Donat Loup, catalano Donat Lop, e occitano Donat Lop; seconda metà del secolo IX – 940 circa) fu Conte di Bigorre dall'910 alla sua morte.

## Origine
Donat Loup, secondo la Histoire de la Gascogne depuis les temps les plus reculés jusqu'à nos jours. Tome 1, era figlio del Conte di Bigorre, Llop I Donat e della moglie, di cui non si conoscono né il nome né gli ascendenti. 

Llop I Donat de Bigorre, secondo la Histoire de la Gascogne depuis les temps les plus reculés jusqu'à nos jours. Tome 1, era figlio del Conte di Bigorre, Donat Loup e della moglie, Faquilo, che ancora secondo la Histoire de la Gascogne depuis les temps les plus reculés jusqu'à nos jours. Tome 1, e anche secondo LA VASCONIE. PREMIERE PARTIEera figlia di Mancione o Mansione di una casata originaria del Lavedan.

## Biografia
Suo padre, Llop I Donat, morì verso il 910 e Donat III Llop gli succedette.

Il suo regno è poco conosciuto.
Donat III Llop morì intorno all'anno 940 e secondo LA VASCONIE. TABLES GÉNÉALOGIQUES, gli succedette Raimondo I.

## Matrimonio e discendenza
Donat III Llop, secondo LA VASCONIE. TABLES GÉNÉALOGIQUES, verso il 900, aveva sposato Lupa di Navarra, che, secondo il Codice di Roda, era figlia illegittima del Re di Pamplona, Sancho I Garcés e di una sua ancella.

Donat III Llop da Lupa ebbe due figli:
- Raimondo († 956), Conte di Bigorre[7]
- Oriol († 997), antenato dei conti di Aura e visconti di Labart[6].

Ancora secondo LA VASCONIE. TABLES GÉNÉALOGIQUES, da un secondo matrimonio di cui non si conoscono né il nome né gli ascendenti della moglie, Donat III Llop ebbe almeno altri cinque figli.

### Fonti primarie
- (LA)  Textos del Codice de Roda.

### Letteratura storiografica
- (FR)  LA VASCONIE.
- (FR)  Histoire de la Gascogne depuis les temps les plus reculés jusqu'à nos jours. Tome 1.